# Omphalodes nitida
Omphalodes nitida és una espècie de planta perenne pertanyent a la família de les boraginàcies.

## Descripció
És una herba que aconsegueix una grandària de fins de 80 cm d'altura, perenne, rizomatosa, separadament setosa, amb indument format per pèls rígids en el revés de les fulles, pedicels i calzes, ± verdosa. Tiges erectes, ramificats. Fulles agudes o acuminades, amb marge ciliat; les inferiors fins de 33 × 3,2 cm, oblanceolades; les mitjanes i superiors fins de 15 × 2,3 cm, lanceolades. Inflorescència amb pocs cims, fins de 60 cm en la fructificació. Flores ebracteades o la inferior de cada cim bracteada; bràctees lanceolades, semblants a les fulles superiors; pedicels en flor fins de 16 mm, en fruit fins de 40 mm, de patents a deflexos. Calze en flor de 2,7-4,3 mm, densament pelós per totes dues cares, en fruit de 5,5-8,5 mm; lòbuls en flor d'1-1,7 mm d'amplària, ± lanceolats, en fruit de 2,2-3,4 mm d'amplària, amplament lanceolats. Corol·la de 7-12 mm de diàmetre, blau; tub c. 2 mm, marró; gola amb escates de c. 1 mm, oblongues; lòbuls (2,5)3-4 × 3-4,5 mm, oblongs. Estams inserits a la mateixa altura, en la part superior del tub de la corol·la; anteres 0,9-1 mm, groguenques. Ovari amb l'estil més curt que el tub de la corol·la. Núculae 2,3-3,3 × (1,5)1,9-2,7 mm, cilíndric- truncades, ± serícies, d'un marró clar a marrons, amb el marge alat de la cara dorsal pla, incurvat i regularment lobat.

## Distribució i hàbitat
N'hi ha en prades i talussos humits i ombrius, marges de cursos d'aigua, en substrat arenós o de llicorella; a una altitud de 90-1600 metres en el nord-oest de la península ibèrica.

## Curiositat
Un estudi de 2011 va trobar que l'ADN del seu parent més pròxim és Myosotidium hortensium a pesar que es produeix només a les Illes Chatham, la qual cosa suggereix la dispersió a extremadament llarga distància de les llavors alades. Els dos gèneres van divergir entre 3.64 i 22.45 Ma. Les dues seqüències genètiques difereixen de 5,3%.

## Taxonomia
Omphalodes nitida va ser descrita per Hoffmanns. & Link i publicat a Flore portugaise ou description de toutes els ... 1: 194, t. 25. 1811.
Sinonímia
- Picotia nitida Roem. & Schult.[4]